# Games by Apollo
Games by Apollo est une société développeuse de jeux vidéo pour l'Atari 2600, basée au Texas (Richardson). Fondée par Pat Roper en octobre par une filiale de National Career Consultants (NCC). Quand le Krach du jeu vidéo de 1983 est arrivé, elle fut l'une des premières entreprise à se déclarer en banqueroute, elle a été dissoute en 1983.

## Histoire

### Création
Patrick Roper était le président au Texas du (NCC) (une compagnie qui produisait des films educatifs). Roper ne connaissait rien à l'industrie du jeux vidéo, mais il a réalisé qu'il pouvait y faire de l'argent après avoir joué à NFL Football sur l'Intellivision en 1980.
Ed Salvo a développé le jeu Skeet Shoot en 4 semaines et l'a envoyé en réponse à l'annonce de Roper.
Roper contacta Salvo et lui a proposé de lui acheter son jeu Skeet Shoot pour 5 000$ . Salvo accepta et conclu de développer pour Roper un second jeu Space Chase. Après la réalisation de ce jeu, Roper permit à Salvo de devenir le directeur du développement dans son entreprise Games by Apollo. Roper lui confia la tâche de recruter 25 programmeurs pour construire une équipe et développer des jeux.
En 1982 le nom de l'entreprise Games by Apollo change et devient Apollo, Inc..

### Déclin
Au début, la stratégie de Roper était de faire des jeux qui se vendraient bien et il s'inspirait donc des succès commerciaux sur le marché, comme Activision. Mais Roper a voulu se développer trop vite.
Ed Salvo, Terry Grantham, Mike Smith et George quittèrent l'entreprise car il apparaissait que Roper ne prenait pas les bonnes décisions pour rester sur le marché, ces quatre personnes créèrent VSS.
La société disparut au début de l'année 1983 et Roper reparti dans l'entreprise NCC.

## Jeux développés
- Skeet Shoot
- Space Chase
- Lost Luggage
- Space Cavern
- Racquetball
- Final Approach jeu de simulation du trafic aérien
- Guardian
- Infiltrate
- Shark Attack jeu d'arcade
- Lochjaw
- Squoosh
- Wabbit
- Pompeii (non sortie)
- Kyphus (non sortie)

## Identité visuelle

Logo de Games by Apollo de 1981 jusqu'en 1982.
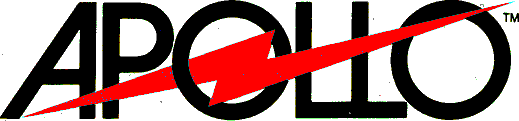
Logo de Apollo de 1982 jusqu’à la dissolution de l'entreprise en 1983.